# Match (supermarkt)
Match was een Belgische supermarktketen die behoorde tot de Louis Delhaize Group, evenals supermarktketen Smatch. De keten had supermarkten in België, Frankrijk en Luxemburg, en was tot 2012 ook actief in Hongarije.
In 2021 besliste de Louis Delhaize Group om de warenhuisketens Match en Smatch om te vormen naar Louis Delhaize-winkels. Deze gehele operatie zou ten laatste tegen 2025 voltooid moeten zijn en heeft een kostenplaatje van ongeveer 90 miljoen euro. In 2023 zette de groep de Match- en Smatch-winkels te koop. Hiervan werden er 57 aan Colruyt verkocht. Van de overgebleven winkels werden er 8 verkocht aan andere partners en moesten 19 winkels de deuren sluiten.